# Pierre Littbarski
Pierre Littbarski (West-Berlijn, 16 april 1960) is een Duitse ex-profvoetballer en voetbaltrainer. Zijn speelstijl kan worden vergeleken met generatiegenoot Alain Giresse. Hij was zowel links- als rechtsbenig waarmee hij zich destijds onderscheidde van de andere middenvelders. Als international speelde hij met het Duits voetbalelftal in drie WK-finales, die van het WK 1982 en het WK 1986, hier eindigde het team als tweede. En op het WK 1990 in Italië, hier won hij wel de wereldtitel.

## Clubvoetbal

### 1. FC Köln
In het Bundesligaseizoen 1978/1979 kwam Littbarski vanuit Berlijn over naar Keulen waarna hij in eerste instantie aan de slag ging als aanvaller. Later zou hij worden ingezet als aanvallende middenvelder. In 1983 vierde hij hier zijn eerste nationale beker.

### Racing Club de Paris
In 1986 vertrok Littbarski naar RC de Paris, hier speelde hij 32 wedstrijden in de Ligue 1 waarbij hij vier doelpunten zou maken. Toch voelde hij zich in Parijs niet op zijn plaats, in het daaropvolgende seizoen zou hij slechts twee wedstrijden in actie komen. Hij besloot om na twee jaren terug te keren naar zijn geliefde 1. FC Köln.

### 1. FC Köln
In augustus 1987 keerde Littbarski terug in Keulen, om zijn transfer mogelijk te maken had hij 1. FC Köln zelfs een lening aangeboden. Uiteindelijk is hij driemaal vice-kampioen van Duitsland geworden (1982, 1989 en 1990) en speelde hij 406 competitiewedstrijden met 1. FC Köln waarin hij 116 doelpunten maakte.

### JEF United Ichihara Chiba
Na vele seizoenen in de Bundesliga vertrok Littbarski in mei 1993 naar Japan. Hij ging hier spelen voor JEF United Ichihara Chiba dat uitkwam in de nieuw opgerichte J-League. Hier zou hij uiteindelijk zijn carrière als profvoetballer afsluiten.

## Trainersloopbaan

### Yokohama FC
De trainersloopbaan van Littbarski begon in 1999 in Japan, hier promoveerde hij met Yokohama FC naar de J-League 2 door het kampioenschap te winnen.

### Bayer Leverkusen
Het seizoen daarop kwam hij terecht bij Bayer Leverkusen waar hij als assistent onder hoofdcoach Berti Vogts aan de slag ging.

### MSV Duisburg
Weer een seizoen later mocht hij zelf aan de slag bij MSV Duisburg dat destijds uitkwam in de 2. Bundesliga.

### Yokohama FC
Vervolgens ging hij voor één seizoen terug naar Yokohama FC waar hij tussen 1999 en 2000 ook al een succesvolle tijd had gekend.

### Sydney FC
Vanaf 2004 trainde hij Sydney FC in de nieuwe opgerichte A-League. Met deze club deed hij mee aan het Wereldkampioenschap voetbal voor clubs in 2005. Hier eindigde Sydney FC als vijfde. In maart 2006 werd Sydney FC landskampioen van Australië maar na onenigheid over contractverlenging besloot Littbarski hier in mei 2006 op te stappen.

### Avispa Fukuoka
Opnieuw vertrok Littbarski naar een Japanse club, ditmaal Avispa Fukuoka dat was gedegradeerd naar de een na hoogste Japanse competitie. Hier zou hij een tijd lang trainer zijn totdat op 26 juli 2008 bekend werd dat hij aan de slag zou gaan bij de Iraanse club Saipa FC.

### Saipa F.C.
Littbarski trainde slechts kort de Iraanse club Saipa F.C.. Op 21 oktober 2008 maakte de club het vertrek van Littbarski bekend, na 9 matchen.

### FC Vaduz
Op 4 november 2008 werd bekendgemaakt dat Littbarski trainer werd bij FC Vaduz uit Liechtenstein, dat in de Zwitserse Axpo Super League speelt.

### VfL Wolfsburg
Pierre Littbarski ondertekende in 2010 een tweejarig contract bij de Bundesligaclub VfL Wolfsburg als assistent van hoofdcoach Steve McClaren.

## Persoonlijk
Tot 1994 was Littbarski getrouwd met Monica, uit dit huwelijk kwamen twee dochters voort. Na zijn scheiding is Littbarski opnieuw getrouwd met de Japanse Hitomi, met wie hij een nieuw gezin opbouwde.
1 Schumacher ·
2 Briegel ·
3 Breitner ·
4 K. Förster ·
5 B. Förster ·
6 Dremmler ·
7 Littbarski ·
8 Fischer ·
9 Hrubesch ·
10 Müller ·
11 Rummenigge  ·
12 Hannes ·
13 Reinders ·
14 Magath ·
15 Stielike ·
16 Allofs ·
17 Engels ·
18 Matthäus ·
19 Hieronymus ·
20 Kaltz ·
21 Franke ·
22 Immel ·
Coach: Derwall
1 Schumacher ·
2 Briegel ·
3 Strack ·
4 K. Förster ·
5 B. Förster ·
6 Rolff ·
7 Brehme ·
8 Allofs ·
9 Völler ·
10 Meier ·
11 Rummenigge  ·
12 Burdenski ·
13 Matthäus ·
14 Falkenmayer ·
15 Stielike ·
16 Bruns ·
17 Littbarski ·
18 Buchwald ·
19 Bommer ·
20 Roleder ·
Coach: Derwall
1 Schumacher ·
2 Briegel ·
3 Brehme ·
4 Förster ·
5 Herget ·
6 Eder ·
7 Littbarski ·
8 Matthäus ·
9 Völler ·
10 Magath ·
11 Rummenigge  ·
12 Stein ·
13 Allgöwer ·
14 Berthold ·
15 Augenthaler ·
16 Thon ·
17 Jakobs ·
18 Rahn ·
19 Allofs ·
20 Hoeneß ·
21 Rolff ·
22 Immel ·
Coach: Beckenbauer
1 Immel ·
2 Buchwald ·
3 Brehme ·
4 Kohler ·
5 Herget ·
6 Borowka ·
7 Littbarski ·
8 Matthäus  ·
9 Völler ·
10 Thon ·
11 Mill ·
12 Illgner ·
13 Wuttke ·
14 Berthold ·
15 Pflügler ·
16 Eckstein ·
17 Dorfner ·
18 Klinsmann ·
19 Sauer ·
20 Rolff ·
Coach: Beckenbauer
1 Illgner ·
2 Reuter ·
3 Brehme ·
4 Kohler ·
5 Augenthaler ·
6 Buchwald ·
7 Littbarski ·
8 Häßler ·
9 Völler ·
10 Matthäus  ·
11 Mill ·
12 Aumann ·
13 Riedle ·
14 Berthold ·
15 Bein ·
16 Steiner ·
17 Möller ·
18 Klinsmann ·
19 Pflügler ·
20 Thon ·
21 Hermann ·
22 Köpke ·
Coach: Beckenbauer